# Z̄avāt
Z̄avāt (persiska: ذَواتِ غَرب, Z̄avāt-e Gharb, زوات) är en ort i Iran.   Den ligger i provinsen Mazandaran, i den norra delen av landet, 110 km norr om huvudstaden Teheran. Z̄avāt ligger 59 meter över havet och antalet invånare är 273.
Terrängen runt Z̄avāt är varierad. Runt Z̄avāt är det ganska tätbefolkat, med 80 invånare per kvadratkilometer. Närmaste större samhälle är Chālūs, 4,3 km öster om Z̄avāt. I omgivningarna runt Z̄avāt växer i huvudsak blandskog.